# カッシーニ (元ちとせのアルバム)
『カッシーニ』は、元ちとせの4作目のオリジナルアルバム。2008年7月16日に発売。初回生産限定盤には「冬のハイヌミカゼ inオーチャードホール」(84分)が収録されたDVD付き。

## 収録曲

### CD
1. カッシーニ（土星に環がある理由）（5:17）
（作詞・作曲・編曲・プロデュース:上田現）
2. 恵みの雨（5:40）
（作詞:HUSSY_R、作曲・編曲・プロデュース:菅野よう子）
P&G「h&s」シャンプー TVCMソング
3. あなたがここにいてほしい（5:12）
（作詞・作曲:岡本定義、編曲・プロデュース:COIL）
フジテレビ／関西テレビ系『新報道プレミアA』テーマ曲
4. カセイクルクル（4:23）
（作詞:HUSSY_R、作曲・編曲・プロデュース:間宮工）
5. 蛍星（6:26）
（作詞・作曲・編曲・プロデュース:常田真太郎（fromスキマスイッチ)）
映画『クライマーズ・ハイ』イメージソング
6. あかこっこ（4:24）
（作詞・作曲:河島亜奈睦、編曲・プロデュース:アナム＆マキ）
7. ミヨリの森（5:54）
（作詞・作曲:岡本定義、編曲・プロデュース:羽毛田丈史）
フジテレビ系土曜プレミアムアニメ『ミヨリの森』主題歌
8. 虹が生まれる国（4:35）
（作詞:HUSSY_R、作曲:間宮工、編曲・プロデュース:Paddy Moloney from The Chieftains）
9. 六花譚（ロッカバラッド）（4:51）
（作詞:HUSSY_R、作曲:田鹿祐一・編曲・プロデュース:間宮工）
テレビ朝日系スペシャルドラマ「氷点」テーマソング
10. 玉響（たまゆら）（5:03）
（作詞・作曲:岡本定義、編曲・プロデュース:羽毛田丈史）
11. 静夜曲（5:22）
（作詞:岡本定義、作曲・編曲・プロデュース:坂本龍一）
12. 空に咲く花（4:49）
（作詞:丸山陽子・補作詞:HUSSY_R・作曲:田鹿祐一・森川欣信、編曲・プロデュース:間宮工）
NHK広島開局80年記念いのちのうた／ドラマ『帽子』主題歌

### DVD
冬のハイヌミカゼinオーチャードホール
1. トライアングル
2. 失われたものたちへ
3. ハイヌミカゼ
4. 心神雷火
5. ミヨリの森
6. 羊のドリー
7. 詠みびと知らず
8. 37.6
9. ひかる・かいがら
10. 恐竜の描き方
11. ワダツミの木
12. サンゴ十五夜
13. 語り継ぐこと
14. 六花譚（ロッカバラッド）
15. 恵みの雨
16. あなたがここにいてほしい

## 参加ミュージシャン
- カッシーニ（土星に環がある理由）
  - 松本大英（レコーディング&ミックス・エンジニア）
  - 杉野寿之（ドラム）
  - 根岸孝旨（ベース）
  - Song Rui（ギター）
  - 平田直樹（トランペット）
  - 増井朗人（トロンボーン）
  - 佐久間順平（ヴァイオリン）
  - 中田理奈（ヴァイオリン）
  - 向島ゆり子（ヴィオラ）
  - 中田英一郎（チェロ）
- 恵みの雨
  - 松本大英（レコーディング&ミックス・エンジニア）
  - 浦田恵司（サウンド・アーキテクト）
  - 坂元俊介（シンセサイザー・マニピュレーション）
  - 藤井謙二（アコースティックギター）
  - 二杉昌夫（リズム・プログラミング）
  - 篠崎正嗣グループ（ストリングス）
  - 稲葉明徳（尺八）
- あなたがここにいてほしい
  - 佐藤洋介（レコーディング&ミックス・エンジニア）
  - 岡本定義（エレキベース）
  - 富樫春生（Wurlitzer・オルガン）
  - あらきゆうこ(mi-gu)（ドラム）
  - 弦一徹ストリングス（ストリングス）
  - 河野伸（ストリングスアレンジ）
  - 間宮工（コーラスアレンジ）
- カセイクルクル
  - 牧野"Q"英司（レコーディング&ミックス・エンジニア）
  - 沼澤尚（ドラム・タンバリン）
  - 松原秀樹（ベース）
  - 間宮工（アコースティック&エレキギター）
- 蛍星
  - 松本大英（レコーディング&ミックス・エンジニア）
  - 鎌田清（ドラム・タンバリン）
  - 有賀啓雄（エレキベース）
  - 小倉博和（アコースティックギター・エレキシタール）
  - 金原千恵子ストリングス（ストリングス）
  - 山本拓夫（フルート・アルトフルート・クラリネット）
  - 常田真太郎（ウィンドベル・他の楽器）
- あかこっこ
  - 牧野"Q"英司（レコーディング&ミックス・エンジニア）
  - 河島亜奈睦（アコースティックギター・コーラス）
  - 本夛真季（アコースティックギター・コーラス）
  - 沖山優司（ベース）
  - あらきゆうこ(mi-gu)（ドラム）
- ミヨリの森
  - 小林裕人（レコーディング・エンジニア）
  - 松本大英（ミックス・エンジニア）
  - 羽毛田丈史（ピアノ・プログラミング）
  - 則川裕之（ドラム）
  - 渡辺等（ベース）
  - 岡本定義（ギター）
  - 押鐘貴之ストリングス（ストリングス）
- 虹が生まれる国
  - Paddy Moloney and Brian Masterson（ミックス）
  - Paddy Moloney（イリアンパイプ・ティンホイッスル）
  - Sean Keane（フィドル）
  - Matt Molloy（フルート）
  - Kevin Conneff（バウロン）
  - Triona Marshall（ハープ）
  - Lloyd Byrne（ドラム・パーカッション）
  - Joe Csibi（ダブルバス）
  - 間宮工（アコースティックギター）
- 六花譚（ロッカバラッド）
  - 武藤昌俊（レコーディング&ミックス・エンジニア）
  - 沼澤尚（ドラム）
  - 井上富雄（ベース）
  - 森俊之（アコースティックピアノ）
  - 四家卯大（チェロ）
  - 間宮工（アコースティック&エレキギター・プログラミング）
- 玉響（たまゆら）
  - 松本大英（レコーディング&ミックス・エンジニア）
  - 羽毛田丈史（ピアノ・プログラミング）
  - 渡嘉敷祐一（ドラム）
  - 渡辺等（ベース）
  - 石成正人（エレキギター）
  - 岡本定義（アコースティックギター）
  - 今野均ストリングス（ストリングス）
- 静夜曲
  - Fernando Aponte（レコーディング・エンジニア）
  - 坂本龍一・Fernando Aponte（ミックス）
  - 坂本龍一（ピアノ・プログラミング・キーボード）
  - Daniel Bernard Roumain & DBR & THE MISSION String Orchestra（ストリング・セクション）
- 空に咲く花
  - 牧野"Q"英司（レコーディング&ミックス・エンジニア）
  - 伊藤直樹（ドラム）
  - 井上富雄（ベース）
  - 藤井珠緒（マリンバ・鉄琴・タンバリン・ベル）
  - 高橋暁（ファーストヴァイオリン）
  - 岡村美央（セカンドヴァイオリン）
  - 荻原薫（ヴィオラ）
  - 橋本歩（チェロ）
  - 間宮工（アコースティックギター）